# David Parirenyatwa
Pagwesese David Parirenyatwa (Rodesia del Sur, Imperio británico; 2 de agosto de 1950) es un político y médico zimbabuense, que se desempeñó como Ministro de Salud de ese país en dos ocasiones: de 2002 a 2009 y de 2013 a 2018.

## Carrera política
Parirenyatwa se desempeñó como Viceministro de Salud y Bienestar Infantil hasta que fue nombrado Ministro de Salud y Bienestar Infantil en agosto de 2002. Reemplazó a Timothy Stamps, que estaba enfermo; Parirenyatwa ya había estado efectivamente a cargo del ministerio durante algún tiempo debido a la enfermedad de Stamps.
Durante su primera gestión, Itai Rusike, Director Ejecutivo del Grupo de Trabajo Comunitario sobre Salud (CWGH), denunció el 18 de junio de 2007 que la falta de agua potable y la contaminación del agua disponible habían aumentado el número de ciudadanos en riesgo de enfermedades transmitidas por el agua, razón por la cual ya muchas personas habían  sufrido disentería. La Ley de Salud Pública prohíbe cortar el agua durante más de dos días; Rusike pidió a Parirenyatwa que use la Ley de Salud Pública para hacer que Munacho Mutezo, el ministro de Recursos Hídricos y Desarrollo de Infraestructuras, abra el grifo. "Si hay un brote de enfermedades ahora, es [Parirenyatwa] quien sería culpable". Así mismo, advirtió que el cólera y la malaria representaban una seria amenaza para Zimbabue.
Parirenyatwa fue nominado como candidato de la Unión Nacional Africana de Zimbabue - Frente Patriótico a la Asamblea Nacional por el distrito electoral de Murehwa North, en la Provincia de Mashonalandia Oriental, en las elecciones parlamentarias de marzo de 2008. Obtuvo el escaño con 7,104 votos contra 6,468 del candidato del Movimiento por el Cambio Democrático.
Después de la reelección del presidente Robert Mugabe en julio de 2013, Parirenyatwa fue nombrado Ministro de Salud el 10 de septiembre de 2013. El viernes 7 de septiembre de 2018, David Parirentatwa fue retirado del gabinete por el actual presidente Emmerson Mnangagwa. El 13 de septiembre de 2018, se informó que la policía lo había detenido para interrogarlo.
El Hospital general Parirenyatwa lleva el nombre de su padre, Tichafa Samuel Parirenyatwa.